# 唐天眷
唐天眷（1578年—1607年），字懷都，號葛林，福建泉州府晋江县人，明朝政治人物。

## 生平
万历二十八年（1600年）庚子科福建乡试第十名举人，三十五年（1607年）丁未科進士，兵部觀政，同年卒。

## 家族
曾祖唐宜廣。祖父唐體昌。父唐晚椿。母李氏。严侍下。兄天與。弟天爵。